# Ambavia gerrardii
Ambavia gerrardii är en kirimojaväxtart som först beskrevs av Henri Ernest Baillon, och fick sitt nu gällande namn av Le Thomas. Ambavia gerrardii ingår i släktet Ambavia och familjen kirimojaväxter. Inga underarter finns listade i Catalogue of Life.